# Polanco Norte
Polanco Norte est une ville de l'Uruguay située dans le département de Lavalleja. Sa population est de 93 habitants.

## Population
| Année | Population |
| ----- | ---------- |
| 1963  | 186        |
| 1975  | 167        |
| 1985  | 67         |
| 1996  | 133        |
| 2004  | 93         |

Référence,.